# Сошникова, Ольга Ильинична
О́льга Ильи́нична Со́шникова (род. 7 июля 1945, Москва) — советская и российская киноактриса.

## Биография
Училась в Институте кинематографии. По окончании вышла замуж, родила дочь Айгуль и уехала в Казахстан.
Жила в Алма-Ате, работая на киностудии «Казахфильм», была штатной актрисой. В конце 1980-х годов вернулась в Москву. Актриса киностудии «Мосфильм». Вела театральный кружок в средней школе № 19, выступает как постановщик спектаклей и праздников для детей и школьников.
Живёт в Краснопресненском районе Москвы.

## Творчество
Ольга Сошникова довольно много снималась в кино, но в основном в эпизодических и второплановых ролях. Первое её появление на экране, не отмеченное даже в титрах картины, состоялось в 1968 году в фильме «Любовь Серафима Фролова», это была эпизодическая роль работницы стройки. Однако уже следующая работа оказалась заметной — роль жены лётчика Егорова в драме Краснопольского и Ускова «Неподсуден» (1969), где Сошникова на равных делила съёмочную площадку с такими маститыми актёрами как Олег Стриженов, Людмила Максакова, Леонид Куравлёв.

Сошникова сыграла прекрасную роль… — молоденькую жену лётчика, главного героя. Теперь… уже смутно помнятся все перипетии — … герой Олега Стриженова любил когда-то в юности женщину, с которой драматически его разлучила судьба. Но любовь… не умерла, и Сошниковой нужно было сыграть в своей героине, совсем юной девушке, которая с восторгом и обожанием, снизу вверх смотрит на знаменитого лётчика — и силу преодоления, и извечную женскую мягкость в борьбе за этого, вставшего на её пути человека.
— Валентина Иванова, «Советская культура», 1982
Уже через год Ольге Сошниковой доверили ведущую роль, девушки Дани, в драме Диамары Нижниковской «День да ночь» (1970). Эта роль остаётся единственной главной в фильмографии актрисы.
Самой известной её работой стал образ эсэсовки Барбары Крайн, мучавшей радистку Кэт и её ребёнка, в телесериале «Семнадцать мгновений весны» (1973).

…Заметили ли вы там, нет — не думается, что могли не заметить… — некую Барбару, эсэсовку, с тонкими поджатыми губами…? Она «воспитывает», убеждает, улещивает, разглагольствует, она высказывает кредо целого поколения гитлерюгенд — этакая здоровая, чистокровная арийка, которая убеждена в том, что мир был сотворён в 1933-м и там все его начала и истоки. Прекрасен эпизод её дня рождения, который празднуется в марте сорок пятого года, но ни гром советской артиллерии, ни грохот бомбёжек не способны пробить это твёрдокаменное белокурое существо, ибо «фюрер думает за нас».
— Валентина Иванова, «Советская культура», 1982
После «Мгновений» карьера Сошниковой пошла на спад, хотя она появилась ещё в полутора десятках картин, из которых культовый статус получила кинопритча «Убить дракона» (1988) в постановке Марка Захарова по сценарию Григория Горина. Кинематограф постсоветской России отмечен единственным эпизодом с участием Сошниковой, — фильм Андрея Прошкина «Спартак и Калашников» (2002) был удостоен премии «Золотой орёл» за лучший режиссёрский дебют.
Среди комментаторов распространено мнение, что причиной ухода Ольги Сошниковой из кинематографа стало убедительное и талантливое воплощение отталкивающего персонажа — Барбары Крайн. Однако, по имеющимся сведениям, это был сознательный выбор самой актрисы, принявшей решение посвятить себя семье и работе с детьми.

## Фильмография
- 1968 — Любовь Серафима Фролова — работница стройки
- 1969 — Неподсуден — Оля
- 1970 — Городской романс — Валя
- 1970 — День да ночь — Даня
- 1971 — Седьмое небо — Валя
- 1972 — Пётр Рябинкин — Нюра Охотникова, жена Петра
- 1972 — Нервы… Нервы… — Люда
- 1973 — Семнадцать мгновений весны — Барбара Крайн
- 1974 — Отроки во Вселенной — Ирина Кондратьевна
- 1978 — Клад чёрных гор — Маша
- 1979 — Щит города
- 1983 — Чокан Валиханов — Оля
- 1986 — В распутицу —  секретарша Стогова
- 1987 — Доченька
- 1987 — Причалы — Тося
- 1987 — Поражение — жена Данкевича
- 1988 — Убить дракона — жена Фридрихсена
- 1988 — Балкон — мать Жени
- 1989 — Не сошлись характерами — пациентка
- 2002 — Спартак и Калашников